# 安康圣母圣殿
安康圣母大殿（義大利語：Basilica di Santa Maria della Salute），简称为“Salute”，是位於義大利威尼斯的著名天主教教堂，更是威尼斯巴洛克建築的傑作。在1630年黑死病肆虐之際，共和國政府決定興建此教堂獻給聖母瑪利亞，由著名設計師巴爾達薩雷·隆格納設計，正式落成於1687年，位于威尼斯大运河和威尼斯潟湖的圣马可内港之间风景优美的狭长的尖角地带，从水路进入圣马可广场者都可看见。它拥有次级圣殿的地位，其富于装饰性的独特外形和地理位置使之成为意大利最上镜的教堂之一。

## 圖片

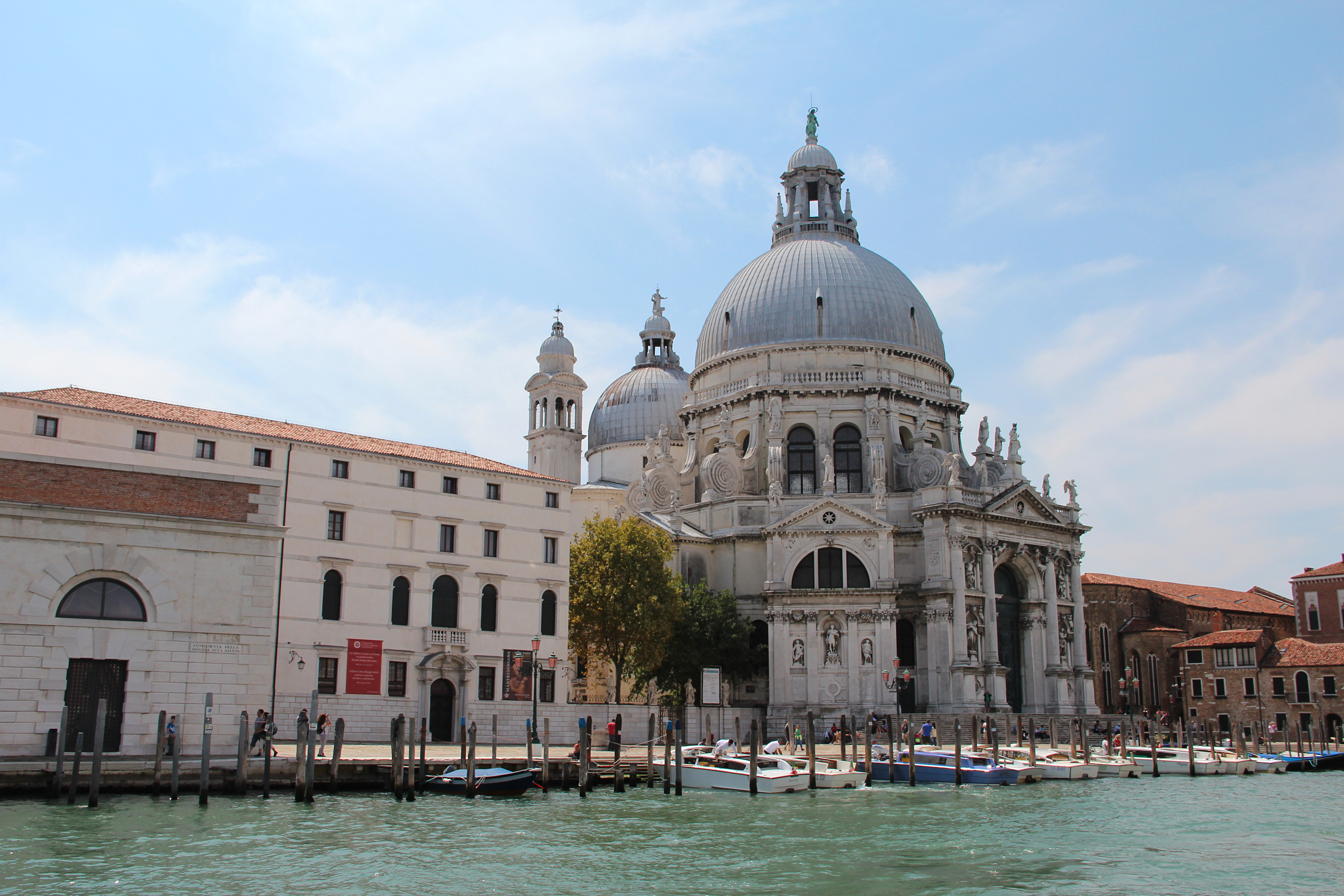
从大运河对岸看教堂
兩個圓頂和兩個鐘樓
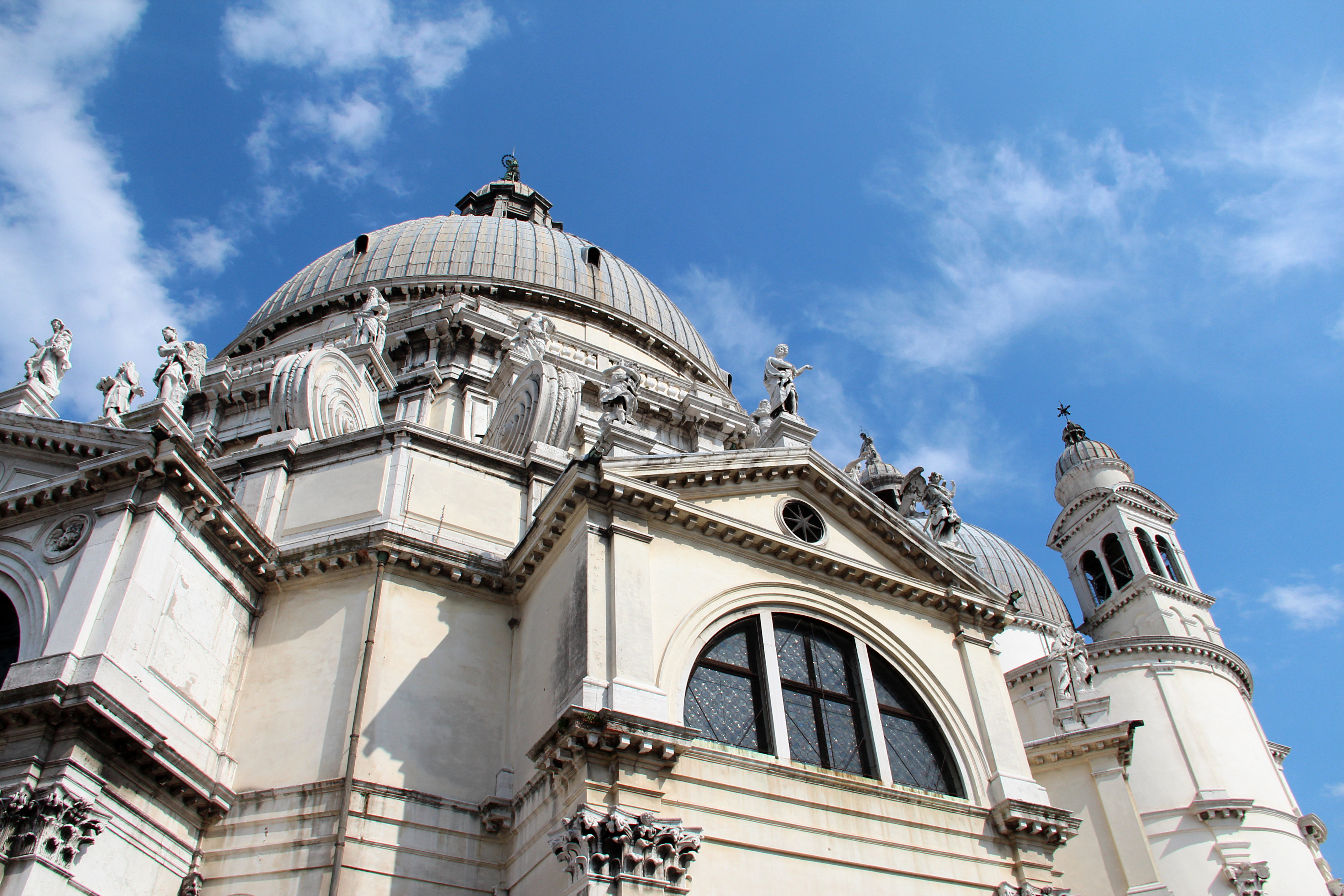
大圓頂的西北側和大教堂的禮拜堂
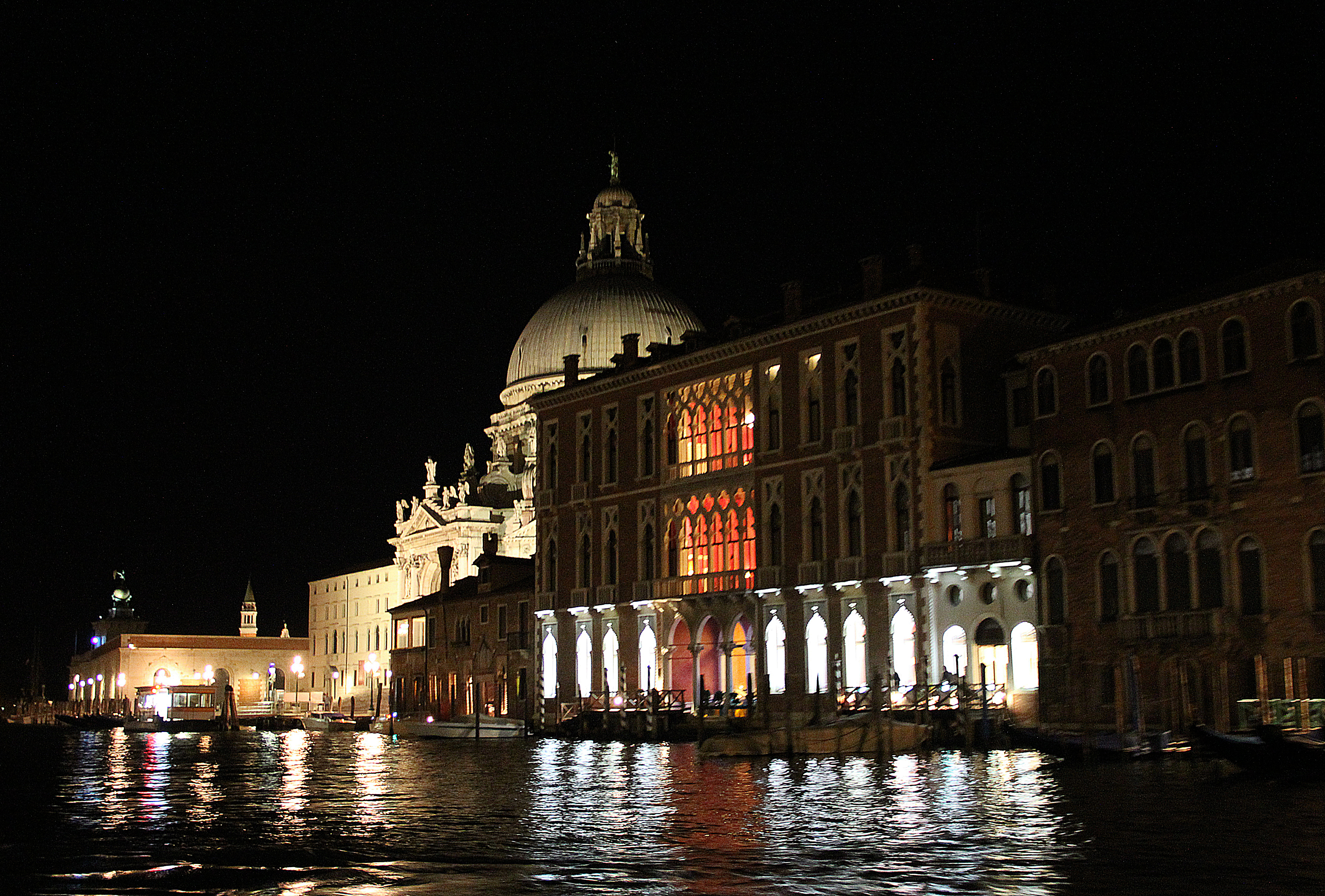
晚上看到的大教堂
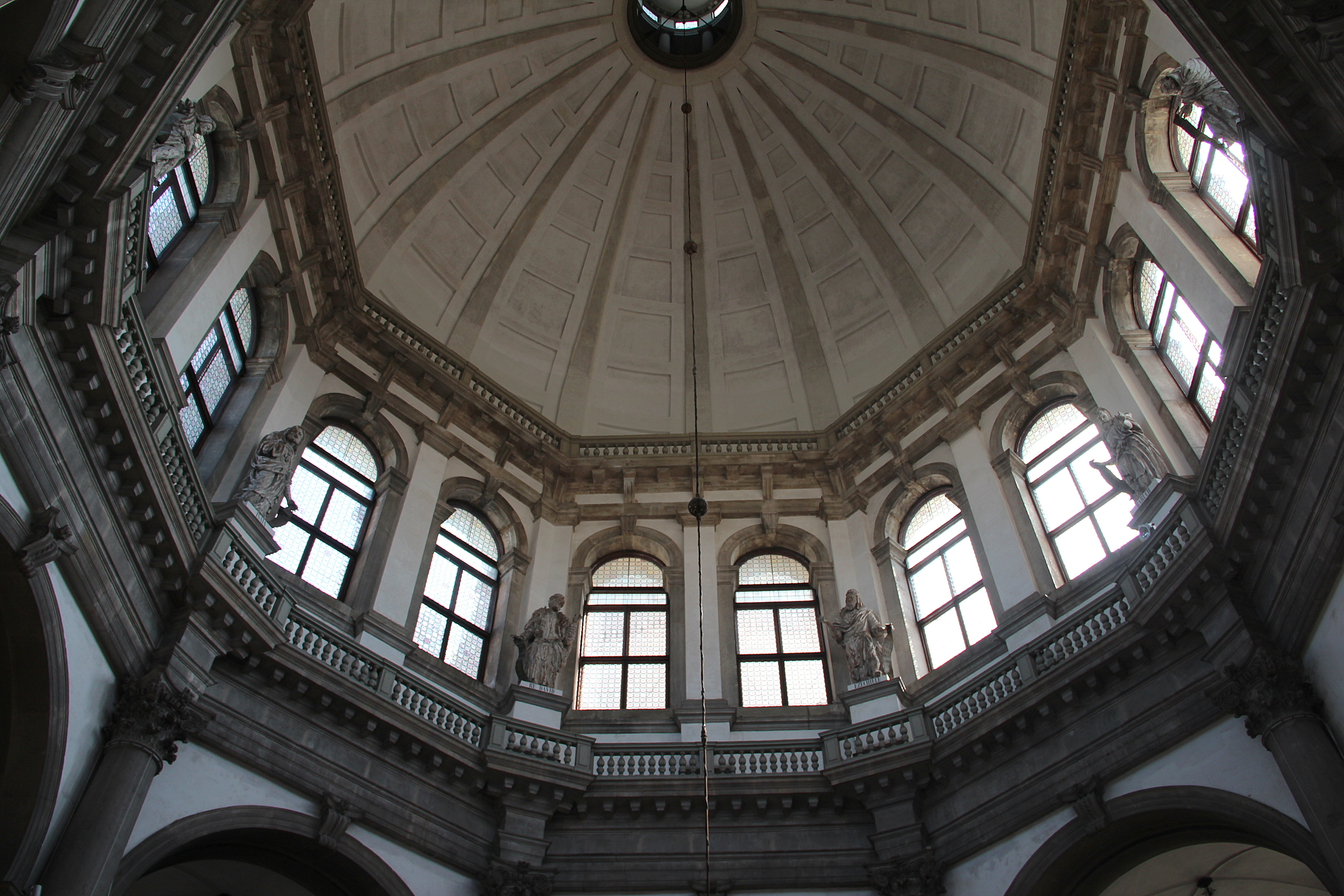
圓頂內部
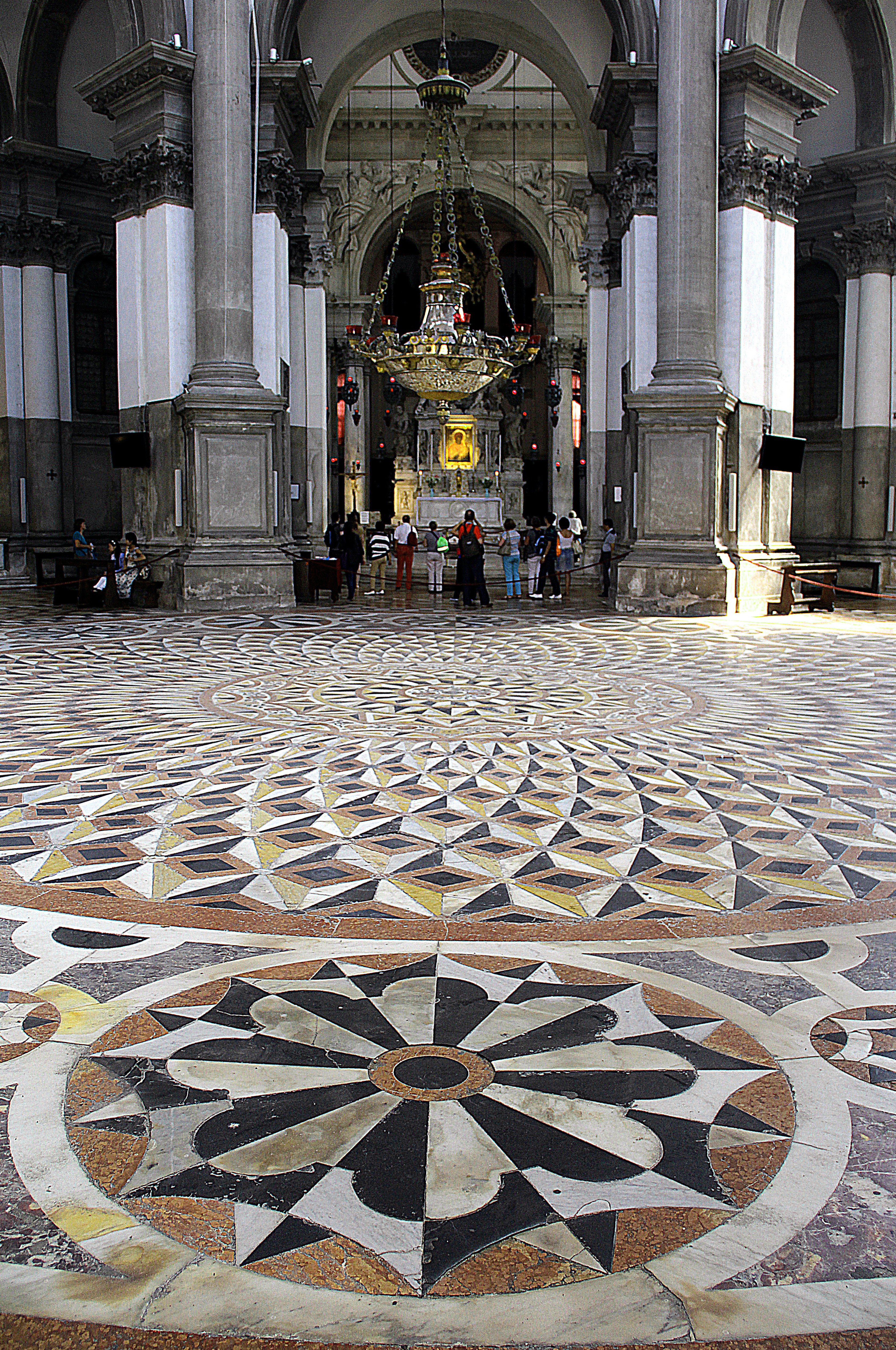
大教堂的路面
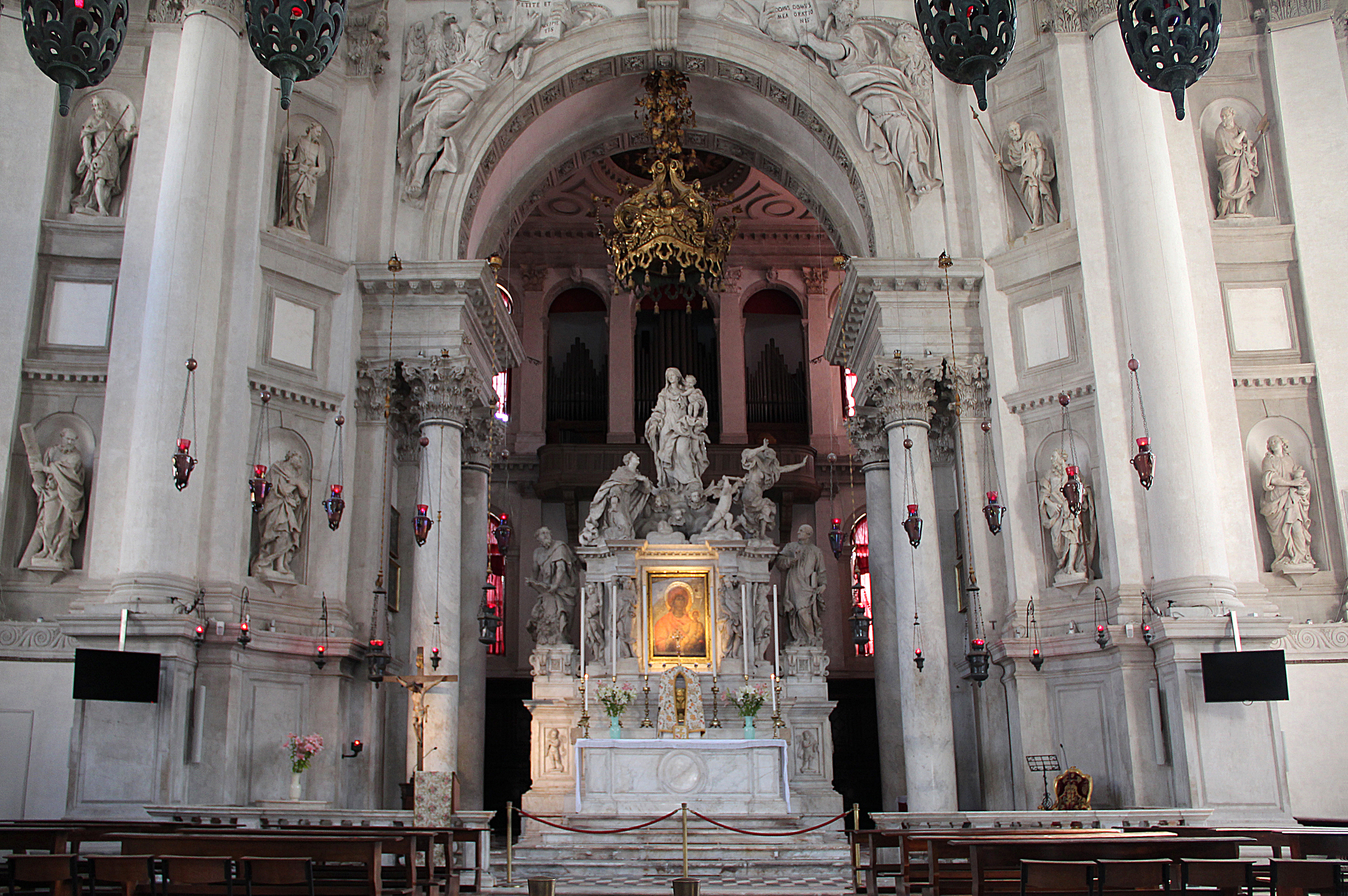
大教堂合唱團
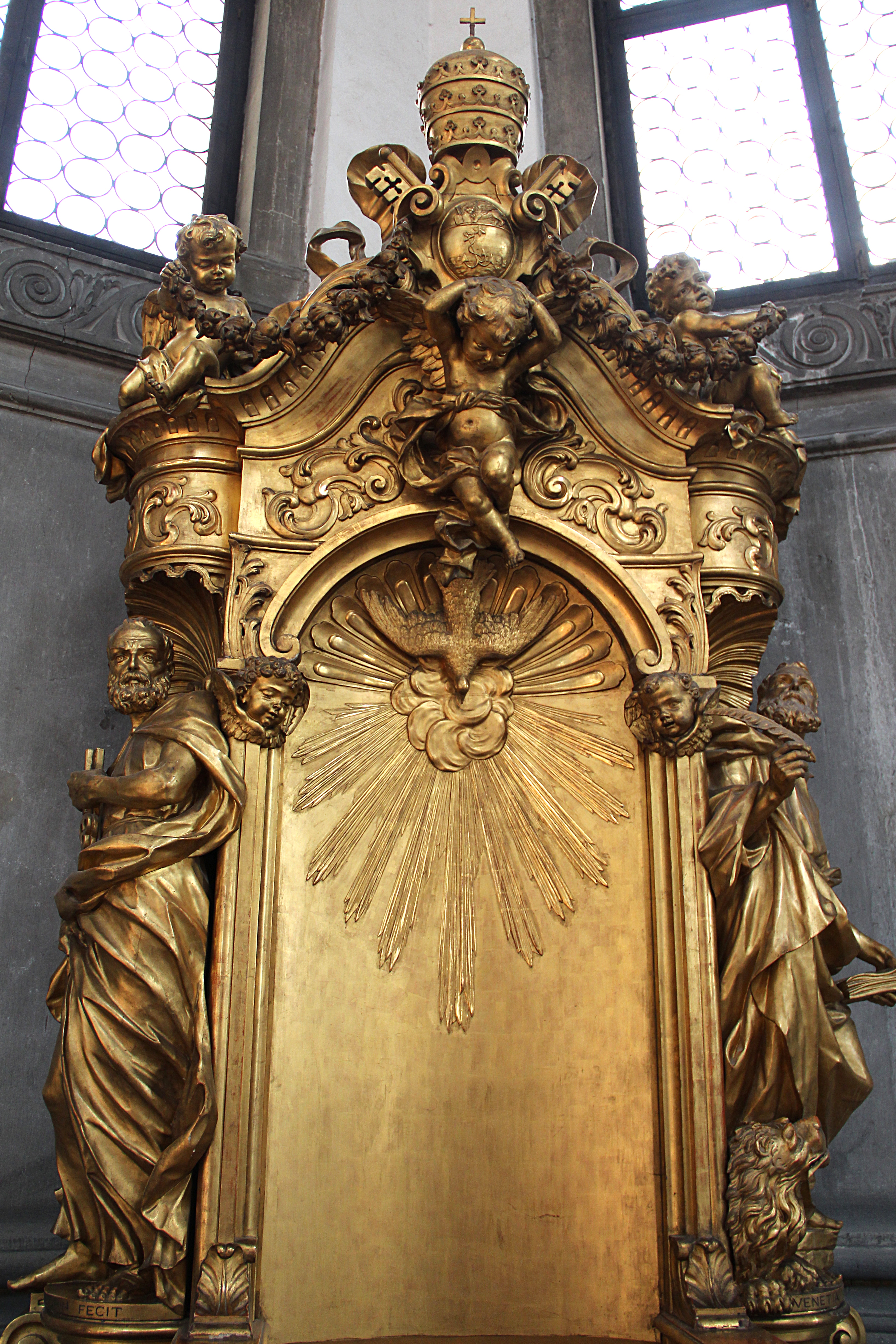
教皇庇護十世的鍍金木質寶座
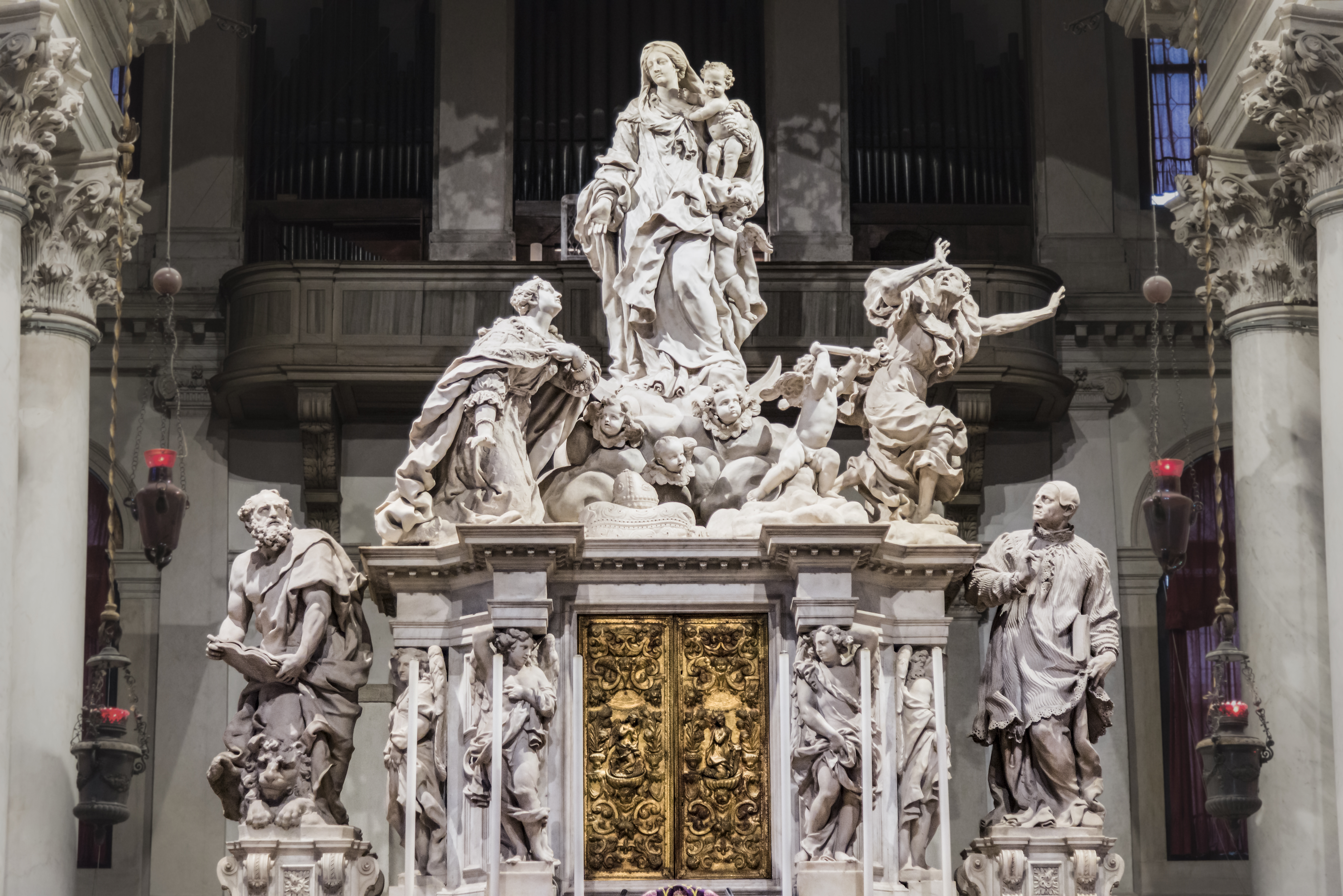
主壇的壇
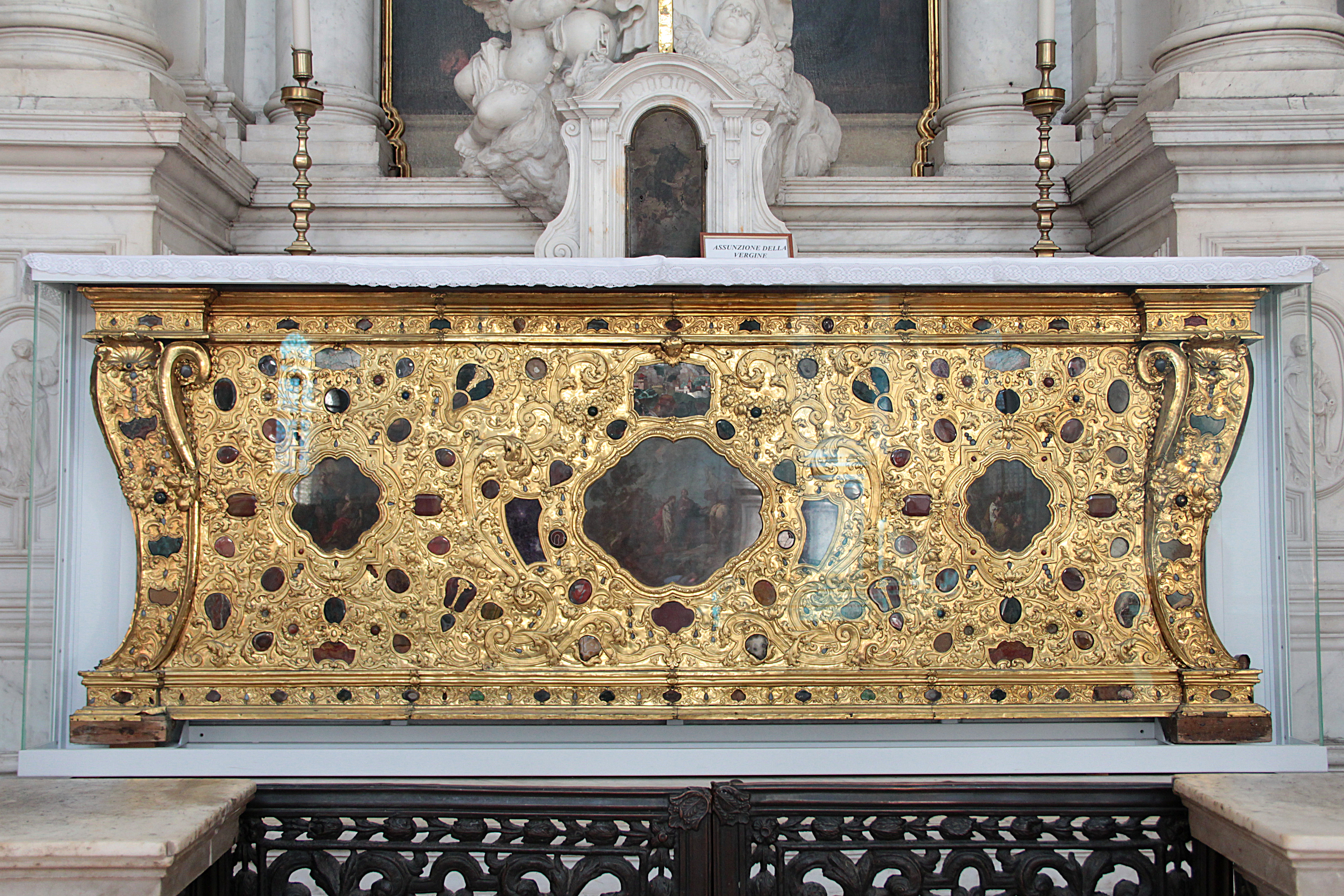
在大教堂的祭壇桌